# Verdun-sur-le-Doubs
Verdun-sur-le-Doubs là một xã trong tỉnh Saône-et-Loire, thuộc vùng Bourgogne-Franche-Comté của nước Pháp, có dân số là 1199 người (thời điểm 1999).

## Nhân khẩu học
| 1962 | 1968 | 1975 | 1982 | 1990 | 1999 |
| ---- | ---- | ---- | ---- | ---- | ---- |
| 1227 | 1235 | 1216 | 1139 | 1065 | 1199 |